# Francesco Didioni

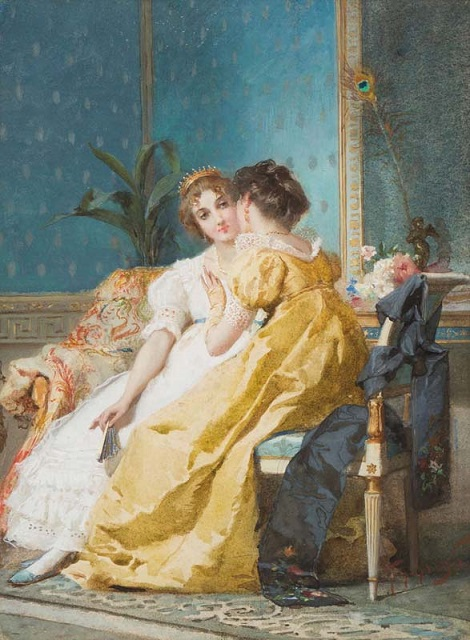
La conversazioneHuile sur toile, 56 x 43 cm., signée, collection privée.

Francesco Didioni, né en 1839 à Milan et mort le 27 juillet 1895 à Stresa, est un peintre italien. 

## Biographie
Francesco Didioni naît à Milan et étudie à l'Académie de Brera, avec des professeurs tels que Francesco Hayez et Raffaele Casnedi. En 1861, alors qu'il est encore étudiant, il connaît son premier succès en remportant un concours de dessin avec son œuvre une ambulance militaire. Plus tard, il se consacre principalement aux portraits, dans un style influencé par Tranquillo Cremona. L'une de ses œuvres les plus appréciées est le Portrait d'une jeune femme blonde (1888), conservé à la Galerie d'art moderne de Milan.
Il peint également des sujets historiques, dont (l'un des plus célèbres) Ragione di Stato (vers 1881), dont le sujet est le divorce entre Napoléon Bonaparte et Joséphine de Beauharnais. Ce tableau devient si célèbre qu'on en fait des gravures.
Carlo Bozzi dit de lui : « ... cela nous donne la mesure de sa grande valeur en tant que portraitiste, qui culmine dans les deux portraits si vivants et inoubliables de la vieille mère souriante. Dans les autres œuvres, il évoque tantôt Bouvier, tantôt Roberto Fontana, même si c'est sur fond de gentillesse et de sensibilité personnelles ». Francesco Didioni a le même âge que Pietro Bouvier et devient un ami en suivant les cours de Raffaele Casnedi avec lui.
Francesco Didioni meurt le 27 juillet 1895.
Il est inhumé dans le cimetière monumental de Milan.